# Vladan Grujić
Vladan Grujić (* 17. Mai 1981 in Banja Luka, SFR Jugoslawien) ist ein ehemaliger bosnischer Fußballspieler.
Der Mittelfeldspieler wurde im Januar 2004 als hoffnungsvolles Talent beim 1. FC Köln vorgestellt. Sergej Barbarez vom Hamburger SV, sein Mannschaftskollege aus der bosnisch-herzegowinischen Nationalmannschaft, lobte ihn in den höchsten Tönen und war sicher, dass der junge bosnisch-herzegowinische Staatsbürger bald ein wichtiger Spieler in der Bundesliga werden würde. Ein Jahr später verschwand er wieder aus Deutschland, ohne dass viele von ihm Kenntnis genommen haben. Danach spielte er in Russland bei Spartak Alanija Wladikawkas. Anschließend wechselte er zum bulgarischen Verein Litex Lowetsch und von dort zum FK Sarajevo. 2008 verließ Grujić den Verein und wechselte zum norwegischen Zweitligisten Moss FK. Nachdem sein Kontrakt beendet war (Januar 2010), ging er zum Probetraining vom polnischen Górnik Zabrze.